# Sněžná mela
Sněžná mela (anglicky Arctic Dogs) je animovaný film kanadského režiséra Aarona Woodleyho. Ten je spolu s Bobem Barlenem a Calem Brunkerem rovněž autorem scénáře. Po filmu Spark: A Space Tail jde o režisérův druhý celovečerní animovaný snímek. Premiéra filmu proběhla v listopadu 2019. Film pojednává o Docu Walrusovi, který se snaží urychlit globální oteplování s cílem roztátí polárního kruhu. Skupina nezkušených hrdinů se však rozhodne arktickou oblast zachránit. Hlasy postav namluvili například James Franco, Jeremy Renner, Alec Baldwin a řada dalších.

## Obsazení
| Jeremy Renner    | Swifty     |
| James Franco     | Lemmy      |
| Alec Baldwin     | PB         |
| Anjelica Huston  | Maureen    |
| John Cleese      | Doc Walrus |
| Omar Sy          | Sal        |
| Heidi Klumová    | Weez       |
| Laurie Holdenová | Dakota     |